# Breviceps sylvestris
Espèce
Synonymes
- Breviceps sylvestris taeniatus Poynton, 1963

Statut de conservation UICN

 NT  : Quasi menacé
Breviceps sylvestris est une espèce d'amphibiens de la famille des Brevicipitidae.

## Répartition
Cette espèce est endémique de la province du Limpopo en Afrique du Sud. Elle se rencontre jusqu'à 1 800 m d'altitude dans les monts Soutpansberg.

## Taxinomie
Selon l'UICN, il y a deux sous-espèces : Breviceps sylvestris sylvestris et Breviceps sylvestris taeniatus.

## Publications originales
- FitzSimons, 1930 : Descriptions of new South African Reptilia and Batrachia, with distribution records of allied species in the Transvaal Museum collection. Annals of the Transvaal Museum, vol. 14, no 1, p. 20-48 (texte intégral).
- Poynton, 1963 : Descriptions of southern African amphibians. Annals of the Natal Museum, vol. 15, p. 319-332 (texte intégral).